# Anadia bumanguesa
Anadia bumanguesa — вид ящірок родини гімнофтальмових (Gymnophthalmidae). Ендемік Колумбії.

## Поширення і екологія
Anadia bumanguesa мешкають на західних схилах Центрального хребта Колумбійських Анд, в департаменті Сантандер. Вони живуть в тропічних лісах і садах, на висоті 1000 м над рівнем моря.